# Théophile Bra
Théophile François Marcel Bra, conocido como Théophile Bra (Douai, 23 de junio de 1797 - 2 de mayo de 1863), fue un escultor francés del periodo romántico.

## Datos biográficos
Théophile Bra es descendiente de una familia de artistas escultores de madera de cuatro generaciones. Realizó sus estudios en París. Sus esculturas son numerosas, las encontramos en diversas iglesias de París, en el Museo de Versalles, en Lille, en Valenciennes y en el Museo de la Cartuja (del francés: Chartreuse ) en Douai. Recibió importantes encargos oficiales en los periodos de la Restauración y la Monarquía de Julio (Iglesia de la Madeleine, Palacio del Louvre y Arc de Triomphe, Versalles, estatuas de iglesias, mármoles y yesos en el museo de la Cartuja en Douai, etc.).
En 1818, recibió el segundo Premio de Roma, por detrás de Bernard-Gabriel Seurre y empatado con Louis Denis Cailhouet.
Théophile Bra se hizo Franc-Masón en 1824 en la unión Parfaite de Douai. Perteneció a las logias de París, Lille y Douai entre 1825 y 1840.
Exacto contemporáneo de Eugene Delacroix, Théophile Bra participó en gran medida de la época romántica por su inflexible personalidad y su espiritualidad e iluminado complejo: era a la vez bonapartista y anglófilo, ardiente cristiano, seguidor de Swedenborg, masón, admirador del judaísmo y las religiones orientales (hinduismo y budismo) y su inspiración fantástica evoca los mundos habitados de Goya, William Blake y Victor Hugo.
Legó a la ciudad de Douai una gran colección de 100 cajas y álbumes de escritos torrenciales que contienen más de 5000 dibujos combinados con los textos. Más de 200 dibujos de este fondo, conservados en la Biblioteca de Douai, han sido expuestos en el Estados Unidos y Francia, incluyendo la Casa de Balzac, el Museo de la Cartuja en Douai y el Museo de la vida romántica en París.

## Obras
Son sólo mencionadas aquí las esculturas cuya existencia y localización es atestada. Este inventario está establecido según un orden esencialmente cronológico. 
- Venus se le aparece a Eneas (del francés: Vénus apparaissant à Énée), bajorrelieve en yeso, copia de la primera prueba del concurso del Gran Prix de Rome en 1816, Museo de la Cartuja en Douai (fr).
- La serenidad del alma (del francés: Sérénité d’âme), busto en yeso, premio de Expresión de cabeza en el concurso de la Escuela de Bellas Artes de París en 1818, Museo de la Cartuja en Douai.
- Aristodemo frente a la tumba de su hija ( en francés: Aristodème au tombeau de sa fille), estatua en mármol 1822, Museo de la Cartuja en Douai.
- Juan de Bolonia (del francés: Jean de Bologne), escultor de Douai, busto en mármol 1822, Museo de la Cartuja en Douai.

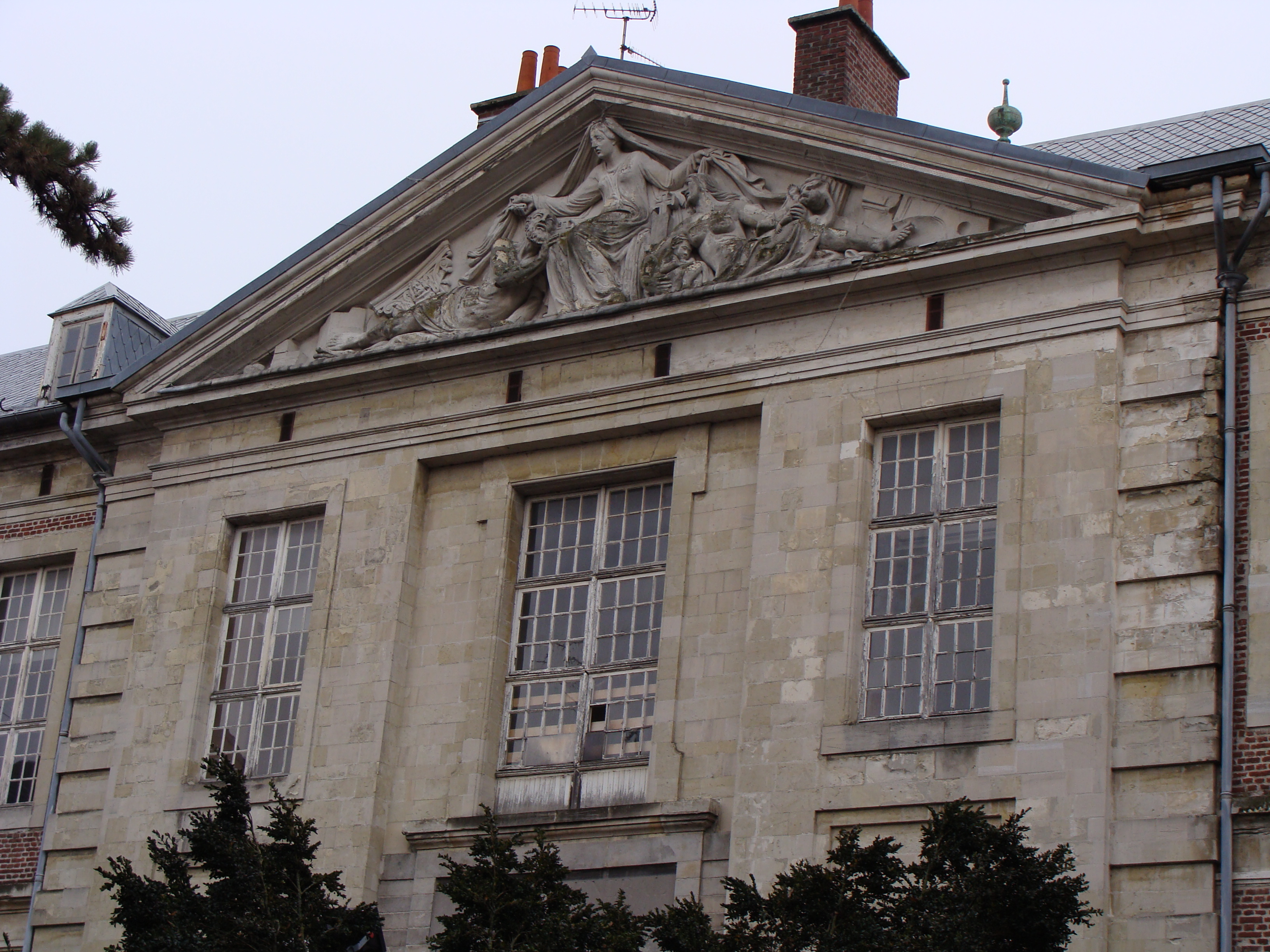
Frontón del Hospital General de Douai

- La Guerra y la Victoria (del francés: La Guerre et la Victoire), bajorrelieve en piedra 1822, decoración de un ojo de buey en el Cour Carrée del Palacio del Louvre en París.
- Cornélie Couder, mujer del pintor Auguste Couder, medallón en mármol 1822.
- San Pablo y San Pedro (del francés: Saint Paul, Saint Pierre), dos estatuas en yeso 1821-1822, iglesias de Saint-Louis-en-l’Isle en París, Saint-Paul-Saint-Louis en París, Saint-Pierre en Douai.
- Pierre de Franqueville, escultor de Enrique IV de Francia, busto en mármol 1825, Museo de Cambrai; busto en yeso, Museo de la Cartuja en Douai.
- Émilie Michel, esposa del jollero Augustin Mention, busto en bronce 1825, Museo de la Vida Romántica en París.
- François Broussais, jefe médico del Hospital del Val de Gracia en París, busto en mármol 1827, Facultad de Medicina de París; estatua en bronce 1840, Hospital del Val de Gracia en París.
- El Duque de Angulema, Delfín (del francés: Le duc d’Angoulême, Dauphin), hijo de Carlos X de Francia, estatua en mármol 1827, Museo de Versalles.
- Philippe de Comines, historiador, busto en mármol 1824, Museo de la Cartuja en Douai.
- Pierre-Auguste Béclard, médico y profesor de anatomía, busto en bronce 1826, Cementerio del Père Lachaise en París; busto en mármol en París.
- Carlos X de Francia con ropas de coronación (del francés: Charles X en costume de sacre), rey de Francia, busto en mármol 1825, Museo de la Cartuja en Douai y Museo de las Bellas Artes de Lille.
- Cristo en la cruz (del francés: Christ en croix), estatua en bronce 1827, iglesia del Sacré-Cœur en Valenciennes; estatua en yeso, iglesia Sainte-Catherine de Lille.
- Torso de Cristo (del francés: Torse du même Christ), en mármol, Museo de la Cartuja en Douai.
- Estatua de un ángel andrógino en francés: Statue d'un ange androgyne, Museo de la Cartuja de Douai, que inspiró a Honoré de Balzac el personaje de Séraphîta 1835, un Estudio filosófoco de La Comédie humaine.
- Philippe Pinel, jefe médico del hospital de la Salpétrière en París, que retiró el uso de las cadenas con los locos, busto en yeso 1827, Escuela de Medicina de París.

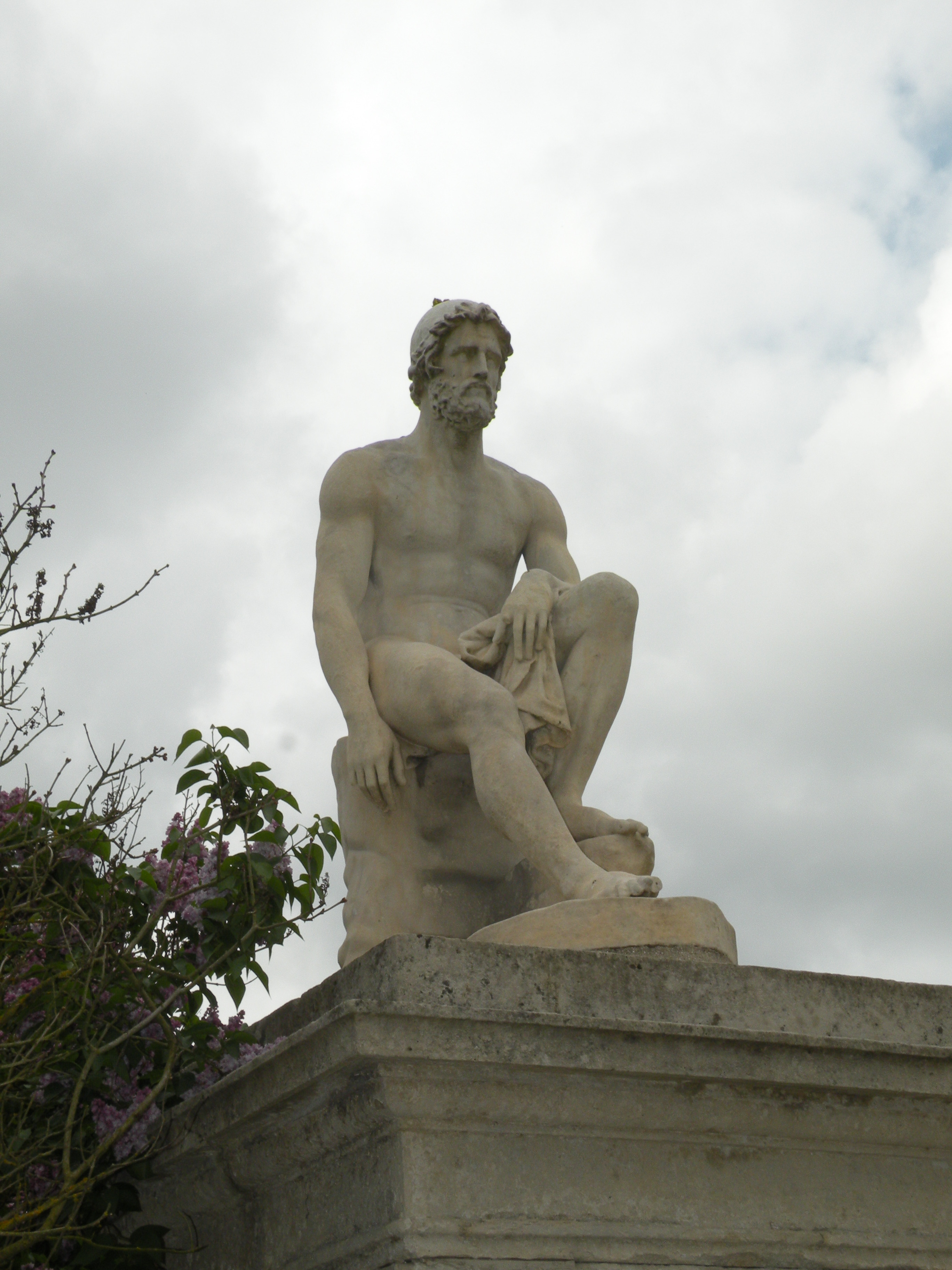
Ulises en la isla de Calipso, mármol 1833, parque del castillo de Compiègne.

- El Conde Maximiliano de Foy (Maximilien Sébastien Foy),en francés: Comte Maximilien de Foy), general, busto en yeso 1827, Museo de Versalles.
- La Virgen con el Niño (del francés: La Vierge et l’Enfant), estatua en yeso 1830, iglesias de Saint-Pierre de Douai y Sainte-Catherine de Lille.
- Luis Felipe I, rey de los franceses, busto en yeso 1831, Museo de la Cartuja en Douai y Museo de las Bellas Artes de Lille.
- Benjamin Constant, político y escritor, busto 1831, en yeso en París y Ginebra, en mármol en París, en bronce en Ginebra.
- Charles Cœuret de Saint-Georges, abogado en París, medallón en bronce 1832, Museo de la Cartuja en Douai.
- Anne-Monique Hautin, busto en bronce 1832, Cementerio del Père-Lachaise en París.
- Ulises en la isla de Calipso(del francés: Ulysse dans l’île de Calypso), estatua en mármol 1833, parque del castillo de Compiègne. Ha sido restaurada hacia 2005.
- Marceline Desbordes-Valmore, poetisa y esposa de Théophile Bra, busto en terracota 1833, en Douai.
- Ángel en adoración (del francés: Ange en adoration), estatua yeso 1833, Museo de la Cartuja en Douai. Esta escultura inspiró a Balzac para escribir su novela filosófica Séraphîta.
- La infantería (del francés: L’Infanterie) un Granadero y un Chasseur (Infantería francesa), dos bajorrelieves en piedra 1835, Arco de Triunfo de la Estrella en París, tímpano de un pequeño arco en la fachada hacia la avenida de Wagram.

- La Caridad (del francés: La Charité), bajorrelieve en piedra 1835, frontón sobre la puerta de entrada del Hospital General de Douai.
- Jean, señor de Joinville (del francés: Jean, sire de Joinville), historiador del rey Luis IX de Francia, estatua en mármol 1836, Museo de Versalles.
- François Guizot, ministro de Luis Felipe, busto en mármol 1836.
- Édouard Mortier, duque de Treviso, Mariscal de Francia, busto en mármol 1836, Museo de Versalles; estatua en bronce 1838, Grand’Place du Cateau-Cambrésis; estatua en mármol 1839, Museo de Versalles. Imagen
- Felipe de Orleans, Regente, busto en mármol 1836, Museo de Versalles; estatua en mármol 1837, Museo de Versalles.
- Francisco Ballesteros, general en jefe de las armadas de España y Ministro de la Guerra, busto en bronce 1837, Cementerio del Père-Lachaise en París (división 28e). Ver sitio de internet : www.appl-lachaise.net/appl/plan.php3.
- Santa Amelia (del francés: Sainte Amélie), estatua en mármol 1839, iglesia de la Madeleine en París.
- André Leglay, archivista del departamento del Nord en Lille, medallón en yeso 1839, Museo de la Cartuja en Douai y Archivos departamentales del Nord en Lille.
- Pierre Legrand, abogado, medallón en yeso 1839, Museo de la Cartuja en Douai.
- Ángel Guardián (del francés: Ange Gardien), estatua en piedra 1840, peristilo de la iglesia de la Madeleine en París.
- el proyecto de la columna de la Gran Armada es presentado a Napoleón I (en francés: Le plan de la colonne de la Grande Armée est présenté à Napoléon Ier=, bajorrelieve en bronce 1843, cara principal de la Columna de la Grande Armée en Boulogne-sur-Mer.

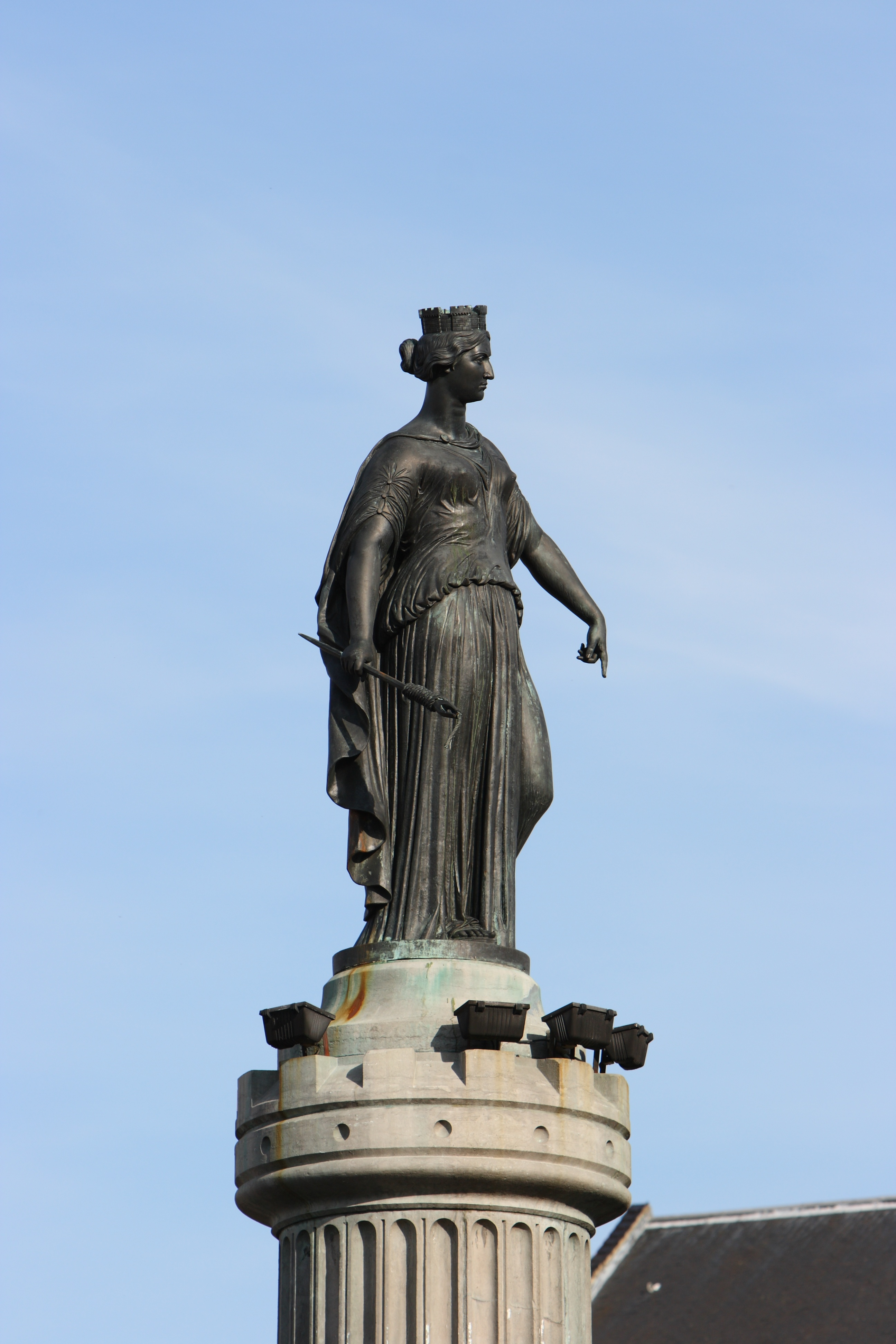
La columna de la diosa, en cel centro de la Gran Plaza de Lille

- La Diosa (del francés: La Déesse), estatua en bronce 1845, sobre la columna conmemorativa de la defensa de Lille en 1792, Plaza del General de Gaulle en Lille (ver Colonne de la Déesse).
- Lamoignon de Malesherbes, estatua en mármol 1845, hemiciclo de la Sala de las Sesiones del Senado en París.
- Marcel Leleux, director del periódico el Écho du Nord en Lille, medallón en yeso 1847, Museo de la Cartuja en Douai.
- Antoine Scrive-Labbé, negociante e industrial de Lille, busto en mármol 1847, Museo de las Bellas Artes de Lille.
- François Négrier, general, busto en bronce 1848, Hôtel de los Artilleros retirados (del francés: Canonniers sédentaires) en Lille.